# Roy Rogers (serie televisiva)

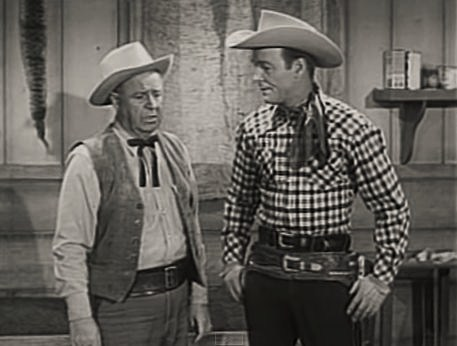
Harry Harvey (a sinistra) e Roy Rogers in un episodio della serie del 1954

Roy Rogers (The Roy Rogers Show) è una serie televisiva statunitense in 100 episodi trasmessi per la prima volta nel corso di 6 stagioni dal 1951 al 1957.
È una serie western contemporanea interpretata dall'attore e cantante Roy Rogers e dalla moglie Dale Evans. La serie ha ricevuto una nomination agli Emmy Award nel 1955 per la miglior serie western.

## Trama
California, anni 1950. Roy Rogers è il proprietario del ranch Double R, nella zona di Mineral City, che amministra con l'aiuto del cane da pastore tedesco Bullet e del suo cavallo Trigger. Roy, appoggiato dall'amico Pat Brady alla guida di una jeep denominata "Nellybelle", è spesso in aiuto dei più deboli minacciati di solito da ladri di bestiame, sceriffi disonesti e cattivi di varia natura. Altro personaggio regolare è Dale Evans, proprietaria dell'Eureka Cafe, in cui lavora Pat Brady come cuoco.

## Personaggi e interpreti

### Personaggi principali
- Roy Rogers (100 episodi, 1951-1957), interpretato da Roy Rogers.
- Dale Evans (100 episodi, 1951-1957), interpretato da Dale Evans.
- Pat Brady (100 episodi, 1951-1957), interpretato da Pat Brady.
- Sceriffo (54 episodi, 1951-1957), interpretato da Harry Harvey.

### Personaggi secondari
- Cub Wiley (12 episodi, 1952-1955), interpretato da Don C. Harvey.
- Vice-sceriffo Bill Morgan (10 episodi, 1952-1955), interpretato da Myron Healey.
- Ben Pierson (9 episodi, 1953-1957), interpretato da John L. Cason.
- Sceriffo (9 episodi, 1952-1957), interpretato da Reed Howes.
- Procuratore Bill (9 episodi, 1955-1957), interpretato da Robert Bice.
- Bill Scranton (9 episodi, 1956-1957), interpretato da Troy Melton.
- Al Stone (8 episodi, 1952-1955), interpretato da William Tannen.
- Bart Hollister (8 episodi, 1952-1957), interpretato da Steve Pendleton.
- Bill Harris (7 episodi, 1951-1955), interpretato da Rand Brooks.
- Jake (7 episodi, 1952-1955), interpretato da Tom London.
- Assayer Sam Hanley (7 episodi, 1952-1954), interpretato da William Fawcett.
- Fred Willow (7 episodi, 1953-1957), interpretato da Rusty Wescoatt.
- Bill Bedford (7 episodi, 1952-1955), interpretato da Fred Graham.
- Bob, nipote di Dale (6 episodi, 1952-1955), interpretato da Carl 'Alfalfa' Switzer.
- Alabama Al (6 episodi, 1951-1953), interpretato da Riley Hill.
- Carl Adams (6 episodi, 1952-1954), interpretato da John Doucette.
- Al Houston (6 episodi, 1952-1955), interpretato da Forrest Taylor.
- Barney Webb (6 episodi, 1952-1956), interpretato da Francis McDonald.
- Barney Ord (6 episodi, 1953-1955), interpretato da Dub Taylor.
- Dan Price (6 episodi, 1952-1956), interpretato da Steve Raines.

## Produzione
La serie fu prodotta da Roy Rogers Productions e girata in California. Le musiche furono composte da Frank Worth, Lou Bring e Nat Farber. La sigla della serie, Happy Trails, fu scritta da Dale Evans e cantata nei titoli di coda da Rogers e dalla stessa Evans.

### Registi
Tra i registi sono accreditati:
- Robert G. Walker in 39 episodi (1952-1954)
- Don McDougall in 18 episodi (1954-1955)
- Leslie H. Martinson in 11 episodi (1953-1954)
- Christian Nyby in 7 episodi (1953-1957)
- John English in 5 episodi (1951-1953)
- George Blair in 4 episodi (1956)

### Sceneggiatori
Tra gli sceneggiatori sono accreditati:
- Dwight Cummins in 28 episodi (1952-1956)
- Milton Raison in 25 episodi (1952-1955)
- Ray Wilson in 10 episodi (1951-1953)
- Albert DeMond in 8 episodi (1951-1953)
- Dwight V. Babcock in 6 episodi (1952-1953)
- William Lively in 5 episodi (1952-1956)
- Virginia M. Cooke in 2 episodi (1952)
- Barry Shipman in 2 episodi (1953-1956)
- Eric Taylor in un episodio (1952)
- Jim Diehl in un episodio (1954)
- David Nowinson in un episodio (1955)
- Karl Schichter in un episodio (1955)

## Distribuzione
La serie fu trasmessa negli Stati Uniti dal 30 dicembre 1951 al 9 giugno 1957 sulla rete televisiva NBC. In Italia è stata trasmessa con il titolo Roy Rogers.
Alcune delle uscite internazionali sono state:
- negli Stati Uniti il 30 dicembre 1951 (The Roy Rogers Show)
- in Francia il 5 marzo 1962
- in Spagna (Roy Rogers)
- in Italia (Roy Rogers)

## Episodi
| Stagione         | Episodi | Prima TV USA |
| ---------------- | ------- | ------------ |
| Prima stagione   | 23      | 1951-1952    |
| Seconda stagione | 15      | 1952-1953    |
| Terza stagione   | 14      | 1953-1954    |
| Quarta stagione  | 18      | 1954-1955    |
| Quinta stagione  | 15      | 1955-1956    |
| Sesta stagione   | 15      | 1956-1957    |